# Лукин, Сергей Фёдорович
Сергей Фёдорович Лукин (род. 27 марта 1957 года) — российский домрист.
Заслуженный артист РСФСР (1989). Народный артист Российской Федерации (2001).

## Карьера
Уроженец Воронежа. После окончания детской музыкальной школы № 1 Левобережного района Воронежа послупил в Воронежское музыкальное училище, которое закончил в 1980 году. В 1985 году закончил Государственный музыкально-педагогический институт имени Гнесиных.
Солист национального академического оркестра народных инструментов России им. Н. П. Осипова (с 1981 года).
С 1997 года — преподаватель Московского государственного института музыки им. А. Шнитке.